# União das Freguesias de Custóias, Leça do Balio e Guifões
União das Freguesias de Custóias, Leça do Balio e Guifões, kürzer Custóias, Leça do Balio e Guifões, ist eine Gemeinde (Freguesia) im Kreis (Concelho) von Matosinhos im Norden Portugals.
In der Gemeinde leben 45.716 Einwohner auf einer Fläche von 18,16 km² (Stand nach Zahlen von 2011).
Die Gemeinde entstand im Zuge der Gebietsreform in Portugal am 29. September 2013 durch Zusammenlegung der bisherigen Gemeinden Custóias, Leça do Balio und Guifões. Custóias wurde Sitz der Gemeinde, die zwei anderen Gemeindeverwaltungen blieben als Bürgerbüros weiter bestehen.